# Синий залив
«Синий залив» (англ. Blue Bayou) — художественный фильм режиссёра Джастина Чона. В главных ролях Джастин Чон, Алисия Викандер, Линь Дан Фам и Эмори Коэн.
Мировая премьера фильма состоялась 13 июля 2021 года на Каннском кинофестивале.

## Сюжет
Художник-татуировщик Антонио Леблан, приёмный сын корейского происхождения, живёт около Нового Орлеана со своей беременной женой Кэти и её дочерью Джесси. Из-за судимости он не может найти вторую работу, чтобы содержать семью, хотя Кэти готова выйти на работу, чтобы свести концы с концами.
После преследования со стороны офицеров полиции Эйса и Денни, первый из которых является биологическим отцом Джесси, Антонио арестовывают. Его помещают под стражу и ему грозит депортация, когда выясняется, что его приёмные родители так и не натурализовали его в соответствии с Законом о гражданстве детей 2000 года. Антонио и Кэти пытаются обжаловать депортацию с помощью адвоката Барри Баучера, который просит предоплату в размере 5 000 долларов. Однако Барри предупреждает, что если апелляция провалится, он никогда больше не сможет вернуться в Америку.
Антонио завязывает дружбу с Паркер, беженкой из Вьетнама, больной раком, которая приехала в Америку с отцом, когда была ещё ребёнком, и чья мать умерла во время путешествия. После того как Антонио сделал ей татуировку в виде геральдической лилии, она приглашает его семью на обед к себе домой. Не имея возможности оплатить услуги Барри, Антонио и его друзья прибегают к краже мотоциклов и их продаже, при этом Антонио едва не попадается. Антонио платит Барри, утверждая, что эти деньги были авансом за работу, что кажется Кэти подозрительным. Барри говорит Антонио, что из-за его судимости и отсутствия факторов, которые помогли бы его апелляции, его лучший шанс — обратиться за поддержкой к своей приемной матери, которая всё ещё жива, что Антонио скрыл от Кэти.
Глубоко уязвленная таким отношением и ещё более опустошенная отказом Антонио связаться с приёмной матерью, Кэти уходит с Джесси и переезжает к своей матери. Потеряв надежду, Антонио разрывает дружбу с Паркер.

## В ролях
- Джастин Чон — Антонио Леблан
- Алисия Викандер — Кэти Леблан
- Марк О’Брайен — Эйс
- Линь Дан Фам — Паркер
- Сидни Ковальски — Джесси Леблан
- Вонди Кёртис-Холл — Барри Буше
- Эмори Коэн — Денни

## Производство
В октябре 2019 года стало известно, что Джастин Чон, Алисия Викандер, Марк О’Брайен, Линь Дан Фам и Эмори Коэн присоединились к актёрскому составу фильма, а Чон займёт режиссёрское кресло и напишет сценарий.
Съемки начались в Новом Орлеане октябре 2019 года и завершились к декабрю.
Чон работал над фильмом четыре года. Он консультировался с пятью приёмными детьми, которым показывал черновик сценария и общался с ними на протяжении всего процесса написания сценария. Чон поговорил с приёмными детьми Кристофером Ларсеном и Аниссой Друзедоу об их опыте депортации. Ларсен рассказал: «Все депортированные, с которыми мы разговаривали — не имело значения, были ли они из Панамы, Кореи, Венесуэлы, Вьетнама или Китая — все они отвечали одно и то же: это моя история».
Фильм основан на реальных историях, которые Чон услышал от корейских друзей-усыновителей, а также на исследованиях, которые выявили широкий кризис у американцев азиатского происхождения определенного возраста.

## Релиз
Кинокомпания Focus Features приобрела права на распространение фильма в июле 2020 года и выпустила его 17 сентября 2021 года. 7 октября 2021 года фильм был показан на 26-м Международном кинофестиваль в Пусане в рамках программы «Мировое кино».

## Восприятие
В Соединенных Штатах фильм вышел в ограниченный прокат вместе с фильмом «Глаза Тэмми Фэй» в 477 кинотеатрах и собрал $120 000 в прокате в дебютный уикэнд.
На сайте Rotten Tomatoes фильм имеет рейтинг 76 % основанный на 43 отзывах, со средней оценкой 6.4/10. Консенсус критиков гласит: «Фильм может быть бестактным в своих попытках затронуть сердечные струны, но хорошая игра актёров и подлинно трогательная история не позволяют пройти мимо этой драмы».
Члены международного корейского сообщества приёмных детей раскритиковали фильм и призвали к его бойкоту, утверждая, что его создатели без согласия присвоили истории приёмных детей и использовали несоответствующие рекламные акции, такие как раздача подарков на VIP-поездку по местам, где происходили травматические события фильма. С тех пор компания Focus Features убрала рекламу VIP-поездки.